# Paraskeví Tsiamíta
Paraskeví Tsiamíta (Volos, 10 maart 1972) is een atleet uit Griekenland.
Op de Wereldkampioenschappen atletiek 1999 werd Tsiamíta wereldkampioene hink-stap-sprong met een sprong van 14,88 meter. In de kwalificatie sprong ze al 15,07 meter, wat haar persoonlijk record was. Dit was ook een Grieks nationaal record, dat pas vijf jaar later op de Olympische Spelen door Hrysopiyi Devetzi werd verbroken.
- World Athletics: 14280959

1993: Anna Birjoekova ·
1995: Inessa Kravets ·
1997: Šárka Kašpárková ·
1999: Paraskeví Tsiamíta ·
2001: Tatjana Lebedeva ·
2003: Tatjana Lebedeva ·
2005: Trecia Smith ·
2007: Yargelis Savigne ·
2009: Yargelis Savigne ·
2011: Olha Saladoecha ·
2013: Caterine Ibargüen ·
2015: Caterine Ibargüen ·
2017: Yulimar Rojas ·
2019: Yulimar Rojas ·
2022: Yulimar Rojas ·
2023: Yulimar Rojas